# Ballrechten-Dottingen
Ballrechten-Dottingen es un municipio en el distrito de Brisgovia-Alta Selva Negra en el suroeste de Baden-Wurtemberg.

## Geografía
Ballrechten-Dottingen está ubicado en las faldas de  de la Selva Negra aproximadamente 20 km al sur de Friburgo de Brisgovia, 40 km al norte de Basel en Suiza y 30 km al nordeste de Mulhouse en Alsacia, Francia.

## Historia
|             |
| Ballrechten |

|           |
| Dottingen |

Ballrechten y Dottingen fusionaron el 1 de enero de 1971.

## Monte y castillo
En el medievo  había un castillo en la cumbre del Monte Castellberg (440 m s. n. m.).